# 마이아 (포르투갈)

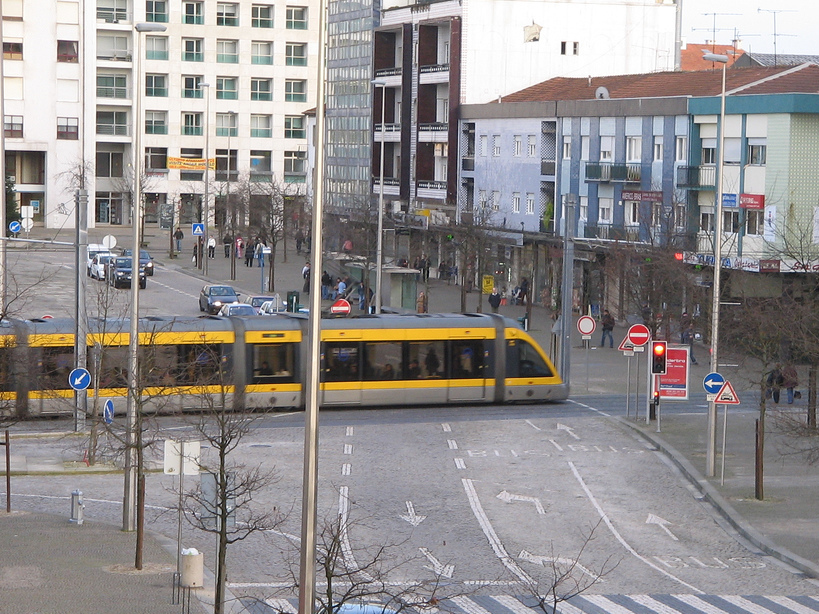
마이아 시가지를 지나가는 포르투 지하철 차량

마이아의 위치

마이아(포르투갈어: Maia)는 포르투갈 포르투 현에 위치한 도시로 면적은 82.99km2, 인구는 135,306명(2011년 기준), 인구 밀도는 1,600명/km2이다. 포르투 도시권을 형성하는 도시 가운데 하나로서 과일 가공, 곡물 가공, 직물, 화학, 기계, 식품 산업의 중심지이기도 하다. 프란시스쿠 드 사 카르네이루 공항이 이 곳에 위치한다.

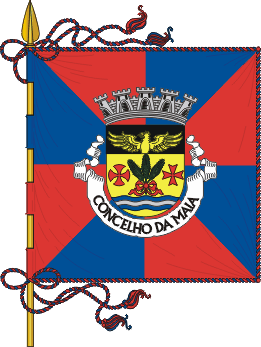
시기
시 문장